# Championnat d'Ukraine de football de deuxième division 2018-2019
Navigation
Édition précédente Édition suivante
La saison 2018-2019 de Percha Liha est la vingt-huitième édition de la deuxième division ukrainienne. Elle prend place entre le 20 juillet 2018 et le 26 mai 2019, incluant une trêve hivernale entre le 18 novembre 2018 et le 24 mars 2019.
Pour cette édition, quinze clubs du pays sont regroupés au sein d'une poule unique où ils s'affrontent à deux reprises, à domicile et à l'extérieur, pour un total de 213 matchs, soit vingt-huit chacun. À l'origine, seize clubs prennent part à la compétition mais le Kobra Kharkiv se retire au bout de quatre journées et voit l'ensemble de ses résultats annulés.
En fin de saison, le premier au classement est directement promu en première division, tandis que les deux équipes suivantes prennent part aux barrages de promotion face aux clubs de la première division. À l'autre bout du classement, le dernier est directement relégué au troisième échelon tandis que les deux dernières équipes non-reléguées participent quant à elle à des barrages de relégation face aux clubs de l'échelon inférieur.
Cette édition est remportée par le promu SK Dnipro-1, qui termine largement premier avec treize points d'avance sur son dauphin le Kolos Kovalivka, qui remporte par ailleurs son barrage de promotion face au Tchornomorets Odessa et accède lui aussi à l'élite. Troisième, le Volyn Loutsk échoue quant à lui à la promotion après avoir été vaincu en barrages par le Karpaty Lviv. Dans le bas de classement, le Zirka Kropyvnytsky abandonne la compétition durant la trêve hivernale et prend la dernière position tandis que le FK Soumy est relégué après sa défaite en barrages face au Tcherkachtchyna-Akademia. Vainqueur du Metalurh Zaporijia, l'Ahrobiznes Volotchysk parvient quant à lui à se maintenir.

## Clubs participants
Quinze équipes prennent part à la compétition, incluant dix participants de la saison précédente, auxquels s'ajoutent un relégué de première division, le Zirka Kropyvnytsky, et quatre promus de troisième division qui sont l'Ahrobiznes Volotchysk, le SK Dnipro-1, le Metalist 1925 Kharkiv et le Prykarpattia Ivano-Frankivsk qui remplacent les promus et relégués de l'édition précédente.
L'intersaison voit le Stal Kamianske, relégué de première division à l'issue de l'exercice précédent, renoncer à prendre part au championnat tandis que l'Helios Kharkiv se réorganise pour devenir le Kobra Kharkiv, avant de lui aussi se retirer de la compétition au bout de seulement quatre journées.
Légende des couleurs
- Relégué de première division
- Promu de troisième division

| Club                         | Présent depuis | Classement 2017-2018 | Stade                 | Capacité théorique |
| ---------------------------- | -------------- | -------------------- | --------------------- | ------------------ |
| Zirka Kropyvnytsky           | 2018           | 10 (D1)              | Stade Zirka           | 13 667             |
| Inhoulets Petrove            | 2016           | 4                    | Stade Inhoulets       | 1 869              |
| Kolos Kovalivka              | 2016           | 5                    | Stade Kolos           | 1 850              |
| Avanhard Kramatorsk          | 2015           | 6                    | Stade Prapor          | 6 000              |
| Rukh Vynnyky                 | 2017           | 7                    | Stade Skif            | 3 742              |
| Hirnyk-Sport Horichni Plavni | 2014           | 8                    | Stade Younist         | 2 500              |
| MFK Mykolaïv                 | 2011           | 10                   | Stade central         | 15 600             |
| FK Soumy                     | 2012           | 11                   | Stade Ioubileïny      | 25 800             |
| Balkany Zorya                | 2017           | 12                   | Stade Borys Tropanets | 1 854              |
| Volyn Loutsk                 | 2017           | 13                   | Stade Avanhard        | 12 080             |
| Obolon-Brovar Kiev           | 2015           | 14                   | Obolon Arena          | 5 100              |
| Ahrobiznes Volotchysk        | 2018           | 1 (D3, groupe A)     | Stade Younist         | 2 700              |
| SK Dnipro-1                  | 2018           | 1 (D3, groupe B)     | Dnipro Arena          | 31 003             |
| Prykarpattia Ivano-Frankivsk | 2018           | 2 (D3, groupe A)     | MCS Rukh              | 15 000             |
| Metalist 1925 Kharkiv        | 2018           | 2 (D3, groupe B)     | Stade Metalist        | 38 633             |

## Compétition

### Critères de départage
Les équipes sont classées en premier lieu selon leur nombre de points. Ceux se répartissent sur la base de trois points pour une victoire, un pour un match nul et zéro pour une défaite.
Pour départager les équipes à égalité de points, les critères suivants sont utilisés :
1. Différence de buts générale ;
2. Buts marqués ;
3. Résultats lors des confrontations directes (dans l'ordre : points obtenus, différence de buts puis buts marqués) ;
4. Classement au fair-play ;
5. Tirage au sort ou match d'appui en cas d'égalité pour la première place.

### Classement
| Rang | Équipe                         | Pts  | J  | G  | N  | P  | Bp | Bc | Diff |
| ---- | ------------------------------ | ---- | -- | -- | -- | -- | -- | -- | ---- |
| 1    | SK Dnipro-1 P                  | 67   | 28 | 21 | 4  | 3  | 72 | 21 | +51  |
| 2    | Kolos Kovalivka                | 54   | 28 | 15 | 9  | 4  | 45 | 18 | +27  |
| 3    | Volyn Loutsk                   | 52-6 | 28 | 17 | 7  | 4  | 55 | 30 | +25  |
| 4    | Metalist 1925 Kharkiv P        | 51   | 28 | 15 | 6  | 7  | 35 | 20 | +15  |
| 5    | Avanhard Kramatorsk            | 48   | 28 | 14 | 6  | 8  | 44 | 26 | +18  |
| 6    | Obolon-Brovar Kiev             | 47   | 28 | 13 | 8  | 7  | 35 | 28 | +7   |
| 7    | Inhoulets Petrove              | 42   | 28 | 11 | 9  | 8  | 35 | 32 | +3   |
| 8    | Balkany Zorya                  | 38   | 28 | 10 | 8  | 10 | 28 | 31 | -3   |
| 9    | MFK Mykolaïv                   | 37   | 28 | 10 | 7  | 11 | 34 | 32 | +2   |
| 10   | Prykarpattia Ivano-Frankivsk P | 34   | 28 | 10 | 4  | 14 | 41 | 39 | +2   |
| 11   | Rukh Vynnyky                   | 34   | 28 | 8  | 10 | 10 | 35 | 35 | 0    |
| 12   | Hirnyk-Sport Horichni Plavni   | 27   | 28 | 5  | 12 | 11 | 24 | 43 | -19  |
| 13   | Ahrobiznes Volotchysk P        | 19   | 28 | 3  | 10 | 15 | 17 | 36 | -19  |
| 14   | FK Soumy                       | 16   | 28 | 3  | 7  | 18 | 21 | 91 | -70  |
| 15   | Zirka Kropyvnytsky R           | 4    | 28 | 1  | 1  | 26 | 10 | 49 | -39  |
| 16   | Kobra Kharkiv                  | 0    | 0  | 0  | 0  | 0  | 0  | 0  | 0    |

Promotion en première division
- 1er : promotion
- 2e et 3e : barrage de promotion

Relégation en troisième division
- 13e et 14e : barrage de relégation
- 15e : relégation
- 16e : abandon

Abréviations
- R : Relégué de première division
- P : Promu de troisième division

1. ↑  Le Volyn Loutsk se voit retirer six points durant la trêve hivernale en raison de retards de paiement sur l’indemnité de transfert de son ancien joueur Ivan Rogač[3].
2. ↑  Le Zirka Kropyvnytsky se retire de la compétition durant la trêve hivernale. Ses matchs restants sont comptés comme des défaites techniques sur le score de 3-0[4].
3. ↑  Le Kobra Kharkiv se retire de la compétition le 29 août 2018 à l'issue de la quatrième journée. L'intégralité de ses résultats sont annulés.

### Barrages de promotion
Le dixième et le onzième de la première division affrontent respectivement le troisième et le deuxième du deuxième échelon dans le cadre de barrages en deux manches afin de déterminer deux des participants de ces deux compétitions pour la saison 2019-2020. Les matchs aller prennent place le 4 juin 2019 tandis que les matchs retour se jouent quatre jours plus tard le 8 juin.
Le Kolos Kovalivka, opposé au Tchornomorets Odessa, obtient un match nul 0-0 lors du match aller à l'extérieur, avant de l'emporter 2-0 chez lui pour assurer sa montée dans l'élite au détriment de son adversaire, qui est relégué. Dans le même temps, le Volyn Loutsk obtient un résultat similaire sur la pelouse du Karpaty Lviv lors de la première rencontre, mais est finalement vaincu au retour sur le score de 3-1, le Karpaty assurant ainsi son maintien tandis que le Volyn reste au deuxième échelon.
| Équipe                    | Aller | Total | Retour | Équipe               |
| ------------------------- | ----- | ----- | ------ | -------------------- |
| Tchornomorets Odessa (D1) | 0 - 0 | 0 - 2 | 0 - 2  | (D2) Kolos Kovalivka |
| Karpaty Lviv (D1)         | 0 - 0 | 3 - 1 | 3 - 1  | (D2) Volyn Loutsk    |

### Barrages de relégation
Le treizième et le quatorzième du championnat affrontent les deux troisièmes des groupes de la troisième division à la fin de la saison dans le cadre de barrages en deux manches afin de déterminer deux des participants de ces deux compétitions pour la saison 2019-2020. Les matchs aller prennent place le 29 mai 2019 tandis que les matchs retour se jouent quatre jours plus tard le 2 juin.
Le Tcherkachtchyna-Akademia, opposé au FK Soumy, s'impose largement sur l'ensemble de la confrontation sur le score de 7 buts à 1, assurant ainsi sa montée en deuxième division au détriment de son adversaire, qui est relégué. Dans le même temps, le Metalurh Zaporijia est lourdement défait 4-0 chez lui par l'Ahrobiznes Volotchysk lors du match aller, un retard qu'il ne parvient pas à refaire au match retour malgré une victoire 1-0, l'équipe échouant ainsi à la promotion tandis que l'Ahrobiznes se maintient au deuxième échelon.
| Équipe                  | Aller | Total | Retour | Équipe                        |
| ----------------------- | ----- | ----- | ------ | ----------------------------- |
| Metalurh Zaporijia (D3) | 0 - 4 | 1 - 4 | 1 - 0  | (D2) Ahrobiznes Volotchysk    |
| FK Soumy (D2)           | 0 - 4 | 1 - 7 | 1 - 3  | (D3) Tcherkachtchyna-Akademia |